# Atlasmartorn
Atlasmartorn, brokbladig martorn eller marockansk martorn (Eryngium variifolium) är en växtart i släktet martornar och familjen flockblommiga växter. Den beskrevs av Ernest Saint-Charles Cosson 1875.
Atlasmartornen är en perenn ört som förekommer i bergskedjan Höga Atlas i Marocko. Den odlas även som prydnadsväxt, och har påträffats som förvildad i Storbritannien.